# 光学变色油墨

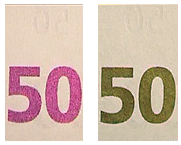
从不同的角度观察50欧元纸币上用光学变色油墨印刷的“50”字样。

光学变色油墨（Optically variable ink，OVI），简称光变油墨，目前大多被应用于纸币上使假币容易被辨别出来。
从不同角度观察，油墨会显现出不同的两种颜色。例如，50美元纸币使用变色油墨印刷面值“50”,所以这一数字从一个角度上看是铜色，而从另一角度看则是亮绿色。
光学变色油墨在防伪印刷领域有着极其重要的作用；其主要生产商是一家名为瑞士锡克拜控股公司的瑞士公司。
变色油墨对白光的反射光波长取决于光入射角的大小。从肉眼观察到的效果即是随着角度的不同油墨的颜色发生改变。使用彩色复印机或扫描仪扫描这种油墨，只能复制出特定角度的颜色，不再具有变色效果。